# Гулли (Кайтагский район)
Гулли (кайт. Гьулли, дарг. Хӏурри) — село в Кайтагском районе Республики Дагестан.
Образует сельское поселение село Гулли как единственный населённый пункт в его составе.

## География
Село расположено на левом берегу реки Артозень (Цубанчакотты), в 18 км к северо-западу от районного центра — Маджалис. Находится на высоте 479 метров над уровнем моря.
Ближайшие населённые пункты — Капкайкент и Джаванкент на северо-востоке, Янгикент на юго-востоке, Чумли на юге, Верхние Гулли на западе и Мургук на северо-западе.

## История
Село Новое Гулли (также Нижнее Гулли) образовано в 1969 году на землях колхоза имени Энгельса в местности Вацагари для переселения жителей села Верхние Гулли.

## Население
| 1895  | 1926  | 1939  | 1970  | 1989  | 2002  | 2010  |
| ----- | ----- | ----- | ----- | ----- | ----- | ----- |
| 592   | ↗625  | ↗675  | ↘578  | ↗1026 | ↗1536 | ↗2056 |
| 2012  | 2013  | 2014  | 2015  | 2016  | 2017  | 2018  |
| ↗2085 | ↗2125 | ↘2104 | ↗2114 | →2114 | ↗2126 | ↗2169 |
| 2019  | 2020  | 2021  | 2023  | 2024  | 2025  |       |
| ↘2164 | ↗2181 | ↗2204 | ↗2235 | ↗2309 | ↗2402 |       |

Национальный состав
По данным Всероссийской переписи населения 2010 года:
| № | Национальность | Численность, чел. | Доля   |
| - | -------------- | ----------------- | ------ |
| 1 | даргинцы       | 2042              | 99,3 % |
| 2 | другие         | 14                | 0,7 %  |